# トヨタ・U型エンジン
トヨタ・U型エンジン（トヨタ・Uがたエンジン）は、トヨタ自動車工業（現・トヨタ自動車）で製造されていた0.7L〜0.8L級の空冷水平対向2気筒ガソリンエンジンの系列である。

## 概要
同社としては最初にして唯一の空冷・水平対向による2気筒エンジンであり、最初に登場したU型のボア×ストロークは78mm×73mmのオーバースクエア、水平対向2気筒で先例の多い、半球型燃焼室を持つクロスフロー弁配置となり、性能は最高出力28PS/4,300rpm、最大トルク5.4kgf·m/2,800rpmを達成させた。
後年に至るまで同社としては史上唯一となったこの空冷エンジンは、シトロエン2CV同様の水平対向2気筒で、プロペラファンよりやや効率が劣るがコンパクトで騒音が少ない遠心式のシロッコファンとシュラウドを組み合わせた強制冷却という点は共通する。しかし2CVエンジンは日本の内燃機関の通例から乖離した特殊設計でもあったため、より常識的なBMWやツェンダップなどのドイツ製オートバイ用水平対向2気筒エンジンをも参考とし、振動対策にも意を払った。経験の少ない空冷エンジンの設計で、開発陣は熱変形など冷却対策に苦慮したという。
吸排気バルブの隙間調整機構として、日本の乗用車としては初の油圧式ラッシュアジャスターを採用し、メンテナンスフリーを実現したことが特徴である。軽量かつ簡潔、しかもコンパクトにまとめ上げられたこのエンジンの採用で、後輪駆動車ながらエンジンルームの前後長を詰めることができ、前輪駆動車と大差ない居住空間が得られたが、同時に、空冷・水平対向2気筒エンジン故の騒音・振動など、ハンデキャップをも抱えることとなり、最終的に昭和50年排出ガス規制を達成する事ができず、自動車搭載用としては1975年11月をもって供給を終了したがその後も同社のマイクロバスであるコースター（旧：トヨタ・ライトバス）用のエアコンのコンプレッサー用サブエンジン用として継続し、1977年5月の製造分をもって名実共に製造終了となった。
U型エンジンとは直接の関係は無いが、2012年に発売されたトヨタ・86をサイオンFR-Sとして海外展開をする際、トヨタのエンジン系統名としてスバル・FA20エンジンが4U-GSEという名称でカタログに記載された。日本国内では4U-GSEの名称は使われていない。

## 系譜
エンジン型式一覧の自動車用エンジンの系譜を参照。

## バリエーション

### U - 700cc
- （初）初代パブリカ（UP10）
- 初代パブリカトラック／バン（UP16／16V）
- ライトバス（RK170B-C・冷房用サブエンジン 10ps/2200rpm）

### 2U - 800cc
- （初）トヨタ・スポーツ800（UP15）
- 初代パブリカ・スーパー（UP20／20S）

### 2U-B - 800cc
- （初）初代パブリカトラック／バン（UP26／26V）
- ミニエーストラック／バン／コーチ（UP100／100V／100B）
- 2代目パブリカトラック／バン（UP36／36V）
- ライトバス（RK171B・冷房用サブエンジン 12ps/2200rpm）

### 2U-C - 800cc
- （初）初代パブリカ（UP20）
- 2代目パブリカ（UP30）